# Abd-ar-Rahman ibn Samura
Abu-Saïd Abd-ar-Rahman ibn Sàmura ibn Habib ibn Abd-Xams ibn Abd-Manaf ibn Qussayy ibn Kilab al-Quraxí al-Abxamí (àrab: أبو سعيد عبد الرحمن بن سمرة بن حبيب بن عبد شمس بن عبد مناف بن قصي بن كلاب القرشي العبشمي, Abū Saʿīd ʿAbd ar-Raḥmān b. Samura b. Ḥabīb b. ʿAbd Xams b. ʿAbd Manāf b. Quṣayy b. Kilāb al-Quraxī al-ʿAbxamī), més conegut simplement com a Abd-ar-Rahman ibn Sàmura (mort en 670), fou un general àrab musulmà que va establir el govern islàmic a Sistan.
Fou el mateix Mahoma qui li va donar el seu nom quan es va convertir (abans es deia Abd-al-Kaba). Fou governador de Sistan sota el califa Uthman ibn Affan, lloc en el qual va substituir Rabí ibn Ziyad que el 651/652 havia iniciat la conquesta del territori. Una revolta a Zarang va expulsar el governador deixat allí per Rabí i Abd-ar-Rahman ibn Sàmura en arribar va haver d'assetjar al marzban a aquesta ciutat amb una força de 8000 homes; els marzbans es va sotmetre però el tribut de Zarang fou duplicat (va passar a dos mil dirhams i dos nois esclaus); un bon nombre de religiosos musulmans va arribar al país per fer les conversions.
Llavors va iniciar la campanya cap a l'est, conquerint la zona entre Zarang i Kish, prop de l'Indus, i la regió entre Rokkadj (Aracosia) i Zamindawar; va tallar la mà a l'ídol daurat de Zun i li va arrencar els dos robins que li feien d'ulls per demostrar al marzban que l'ídol era impotent. Bust i Zabul foren ocupades mitjançant tractat de capitulació, signat també amb el marzban de Kirman abans de la mort d'Uthman el 656. Quan es va saber la mort del califa es van aturar les operacions i Abd-ar-Rahman ibn Sàmura va retornar a Bàssora on esperava trobar al seu superior Abd-Al·lah ibn Àmir ibn Qurayx (que era cosí d'Uthman) però aquest ja havia estat cessat pel nou califa Alí ibn Abi-Tàlib. En la seva absència, i segons les fonts xineses, el sassànida Yazdagard III va intentar ocupar Sistan.
Després de la batalla del Camell (657) Abd-ar-Rahman ibn Sàmura es va unir a Muàwiya I a Síria i fou un dels enviats a al-Hàssan ibn Alí el 661. Aquest mateix any Abd-Al·lah ibn Àmir fou nomenat per Muàwiya com a governador de Bàssora, ciutat de la qual depenien els territoris perses cap a l'est, i aquest el va enviar vers el 662 al Khurasan oriental i al Sistan juntament amb Abd-Al·lah ibn Khàzim, per restablir el domini àrab.
Va introduir el càrrec de ṣāḥeb al-šorṭa (‘cap de policia’) al Sistan i va construir una mesquita a Zarang; els territoris que ja havia conquerit van haver de ser recuperats per la força o per tractat; Kabul fou ocupada després d'un setge d'alguns mesos; va fer una expedició a Aracòsia i Zabulistan, a la regió de Gazni, recuperant Bust i les altres ciutats; Kabul llavors es va revoltar però hi va retornar i fou ocupada després d'un setge d'un mes. Muàwiya el va confirmar personalment com a governador directament dependent del califa. El 665 Muàwiya va cessar a Ibn Àmir com a governador de Bàssora i al cap d'un mes Abd-ar-Rahman ibn Sàmura fou destituït al Sistan.
Es va retirar a Bàssora, on els esclaus que havia portat de Kabul van construir una mesquita a casa seva amb l'estil constructiu de Kabul. Va morir a Bàssora el 670.

## Nota
1. ↑  Chavannes, Documents sur les Tou-kiiue occidentaux